# Kallipéfki
Kallipéfki (grec moderne : Καλλιπεύκη, de καλλι-, « beau » et πέυκο, « pin ») est un village situé sur un plateau sur le côté ouest du mont Olympe, dans la préfecture de Larissa, appartenant depuis 2010 au dème de Tempé. 

## Description
Kallipéfki a une population d'environ 540 habitants et est situé à 1 054 mètres d'altitude. Il est à 23 kilomètres de la ville de Gónni, à 58 kilomètres de Larissa et à 130 kilomètres de Thessalonique.
Son nom signifiant « beau pin » s’explique par les belles forêts de pins qui l'entourent. L'ancien nom du village avant 1927 était « Nezeros », qui dérive probablement du mot slave ezer, ce qui signifie lac. Le lac Askouris (Askourida) situé a proximité a été asséché en 1911 afin de récupérer des terres cultivables. La taille du lac était d'environ 5 500 hectares.

## Histoire
Kallipéfki a été fondé à la fin de l'époque romaine et a été diocèse depuis le Xe siècle, dépendant de l'évêché de Larissa. En raison de son emplacement stratégique au pied du mont Olympe, il est devenu une  position importante de la résistance grecque (les klephtes) pendant la période ottomane.

## Personnalité
- Stergios Hatzikostas, né en 1760 à Kallipéfki, est un commerçant qui a vécu à Vienne, plus connu pour être éditeur et ami de Rigas Feraios.

## Événement
Le festival de conte de l'Olympe (Φεστιβάλ αφήγησης Ολύμπου), une collaboration de l'université de Thessalie, du Groupe grec des amis du conte (POFA) et de l'Association culturelle de Kallipéfki (MESAK), se tient tous les deux ans depuis 2003.